# Marabagasso
Marabagasso, parfois appelé Moribarasso, est une commune rurale située dans le département de Péni de la province du Houet dans la région des Hauts-Bassins au Burkina Faso.

## Économie
L'activité pastorale, et dans une moindre mesure l'agriculture – les deux activités entrainant des conflits locaux dans les zones où elles sont toutes deux pratiquées –, est relativement importante pour l'économie de la commune, qui est la plus peuplée du département.

## Éducation et santé
Le centre de soins le plus proche de Marabagasso est le centre de santé et de promotion sociale (CSPS) de Déréboué, tandis que les hôpitaux de Bobo-Dioulasso assurent les soins plus importants.